# Sokol Kushta
Sokol Kushta (Valona, 17 aprile 1964) è un ex calciatore albanese, di ruolo attaccante.

## Biografia
Anche suo nipote Kristjan è un calciatore, che gioca nell'Īraklīs.

## Statistiche

### Presenze e reti nei club
Statistiche aggiornate al 14 ottobre 2007.
| Stagione                 | Squadra                  | Campionato               | Campionato | Campionato | Coppa nazionale | Coppa nazionale | Coppa nazionale | Coppe europee | Coppe europee | Coppe europee | Altre coppe | Altre coppe | Altre coppe | Totale | Totale |
| Stagione                 | Squadra                  | Comp                     | Pres       | Reti       | Comp            | Pres            | Reti            | Comp          | Pres          | Reti          | Comp        | Pres        | Reti        | Pres   | Reti   |
| ------------------------ | ------------------------ | ------------------------ | ---------- | ---------- | --------------- | --------------- | --------------- | ------------- | ------------- | ------------- | ----------- | ----------- | ----------- | ------ | ------ |
| 1981-1982                | Flamurtari Valona        | KP                       | 0          | 0          | CA              | 0               | 0               | -             | -             | -             | -           | -           | -           | 0      | 0      |
| 1982-1983                | Flamurtari Valona        | KP                       | 0          | 0          | CA              | 0               | 0               | -             | -             | -             | -           | -           | -           | 0      | 0      |
| 1983-1984                | Flamurtari Valona        | KP                       | 0          | 0          | CA              | 0               | 0               | -             | -             | -             | -           | -           | -           | 0      | 0      |
| 1984-1985                | Partizani Tirana         | KP                       | 0          | 0          | CA              | 0               | 0               | -             | -             | -             | -           | -           | -           | 0      | 0      |
| 1985-gen. 1986           | Flamurtari Valona        | KP                       | 0          | 0          | CA              | 0               | 0               | CdC           | 2             | 0             | -           | -           | -           | 2      | 0      |
| gen.-giu. 1986           | Partizani Tirana         | KP                       | 0          | 0          | CA              | 0               | 0               | -             | -             | -             | -           | -           | -           | 0      | 0      |
| 1986-1987                | Partizani Tirana         | KP                       | 0          | 0          | CA              | 0               | 0               | -             | -             | -             | -           | -           | -           | 0      | 0      |
| Totale Partizani Tirana  | Totale Partizani Tirana  | Totale Partizani Tirana  | 0          | 0          |                 | 0               | 0               |               | -             | -             |             | -           | -           | 0      | 0      |
| 1987-1988                | Flamurtari Valona        | KP                       | 0          | 10         | CA              | 0               | 0               | CU            | 6             | 2             | -           | -           | -           | 6+     | 12+    |
| 1988-1989                | Flamurtari Valona        | KP                       | 0          | 0          | CA              | 0               | 0               | CdC           | 2             | 0             | -           | -           | -           | 2      | 0      |
| 1989-1990                | Flamurtari Valona        | KP                       | 0          | 15         | CA              | 0               | 0               | -             | -             | -             | -           | -           | -           | 0+     | 15+    |
| 1990-1991                | Flamurtari Valona        | KP                       | 0          | 13         | CA              | 0               | 0               | CdC           | 2             | 0             | -           | -           | -           | 2+     | 13+    |
| Totale Flamurtari Valona | Totale Flamurtari Valona | Totale Flamurtari Valona | 0+         | 38+        |                 | 0               | 0               |               | 12            | 2             |             | -           | -           | 12+    | 40+    |
| 1991-1992                | Īraklīs                  | AE                       | 27         | 2          | CG              | 0               | 0               | -             | -             | -             | -           | -           | -           | 27     | 2      |
| 1992-1993                | Īraklīs                  | AE                       | 9          | 0          | CG              | 0               | 0               | -             | -             | -             | -           | -           | -           | 9      | 0      |
| Totale Īraklīs           | Totale Īraklīs           | Totale Īraklīs           | 36         | 2          |                 | 0               | 0               |               | -             | -             |             | -           | -           | 36     | 2      |
| 1993-1994                | Apollōn Pontou           | AE                       | 24         | 10         | CG              | 0               | 0               | -             | -             | -             | -           | -           | -           | 24     | 10     |
| 1994-1995                | Olympiakos Nicosia       | AK                       | 26         | 13         | CC              | 0               | 0               | -             | -             | -             | -           | -           | -           | 26     | 13     |
| 1995-1996                | Ethnikos Achnas          | AK                       | 19         | 3          | CC              | 0               | 0               | -             | -             | -             | -           | -           | -           | 19     | 3      |
| Totale carriera          | Totale carriera          | Totale carriera          | 105+       | 66+        |                 | 0               | 0               |               | 12            | 2             |             | -           | -           | 117+   | 68+    |

### Cronologia presenze e reti in nazionale
| Cronologia completa delle presenze e delle reti in nazionale ― Albania | Cronologia completa delle presenze e delle reti in nazionale ― Albania | Cronologia completa delle presenze e delle reti in nazionale ― Albania | Cronologia completa delle presenze e delle reti in nazionale ― Albania | Cronologia completa delle presenze e delle reti in nazionale ― Albania | Cronologia completa delle presenze e delle reti in nazionale ― Albania | Cronologia completa delle presenze e delle reti in nazionale ― Albania | Cronologia completa delle presenze e delle reti in nazionale ― Albania |
| Data                                                                   | Città                                                                  | In casa                                                                | Risultato                                                              | Ospiti                                                                 | Competizione                                                           | Reti                                                                   | Note                                                                   |
| ---------------------------------------------------------------------- | ---------------------------------------------------------------------- | ---------------------------------------------------------------------- | ---------------------------------------------------------------------- | ---------------------------------------------------------------------- | ---------------------------------------------------------------------- | ---------------------------------------------------------------------- | ---------------------------------------------------------------------- |
| 25-3-1987                                                              | Bucarest                                                               | Romania                                                                | 5 – 1                                                                  | Albania                                                                | Qual. Euro 1988                                                        | -                                                                      | 73’                                                                    |
| 29-4-1987                                                              | Tirana                                                                 | Albania                                                                | 0 – 1                                                                  | Austria                                                                | Qual. Euro 1988                                                        | -                                                                      | 70’ 83’                                                                |
| 6-8-1988                                                               | Berat                                                                  | Albania                                                                | 0 – 0                                                                  | Cuba                                                                   | Amichevole                                                             | -                                                                      |                                                                        |
| 20-9-1988                                                              | Costanza                                                               | Romania                                                                | 3 – 0                                                                  | Albania                                                                | Amichevole                                                             | -                                                                      | 38’                                                                    |
| 8-10-1989                                                              | Solna                                                                  | Svezia                                                                 | 3 – 1                                                                  | Albania                                                                | Qual. Mondiali 1990                                                    | 1                                                                      |                                                                        |
| 15-11-1989                                                             | Tirana                                                                 | Albania                                                                | 1 – 2                                                                  | Polonia                                                                | Qual. Mondiali 1990                                                    | 1                                                                      |                                                                        |
| 5-9-1990                                                               | Kiev                                                                   | Grecia                                                                 | 1 – 0                                                                  | Albania                                                                | Amichevole                                                             | -                                                                      |                                                                        |
| 17-11-1990                                                             | Tirana                                                                 | Albania                                                                | 0 – 1                                                                  | Francia                                                                | Qual. Euro 1992                                                        | -                                                                      |                                                                        |
| 19-12-1990                                                             | Siviglia                                                               | Spagna                                                                 | 9 – 0                                                                  | Albania                                                                | Qual. Euro 1992                                                        | -                                                                      |                                                                        |
| 1-5-1991                                                               | Tirana                                                                 | Albania                                                                | 0 – 2                                                                  | Cecoslovacchia                                                         | Qual. Euro 1992                                                        | -                                                                      |                                                                        |
| 26-5-1991                                                              | Tirana                                                                 | Albania                                                                | 1 – 0                                                                  | Islanda                                                                | Qual. Euro 1992                                                        | -                                                                      |                                                                        |
| 4-9-1991                                                               | Amarousio                                                              | Grecia                                                                 | 0 – 2                                                                  | Albania                                                                | Amichevole                                                             | 2                                                                      | 87’                                                                    |
| 22-4-1992                                                              | Siviglia                                                               | Spagna                                                                 | 3 – 0                                                                  | Albania                                                                | Qual. Mondiali 1994                                                    | -                                                                      |                                                                        |
| 26-5-1992                                                              | Dublino                                                                | Irlanda                                                                | 2 – 0                                                                  | Albania                                                                | Qual. Mondiali 1994                                                    | -                                                                      |                                                                        |
| 22-4-1992                                                              | Siviglia                                                               | Spagna                                                                 | 3 – 0                                                                  | Albania                                                                | Qual. Mondiali 1994                                                    | -                                                                      |                                                                        |
| 9-9-1992                                                               | Belfast                                                                | Irlanda del Nord                                                       | 3 – 0                                                                  | Albania                                                                | Qual. Mondiali 1994                                                    | -                                                                      | cap.                                                                   |
| 11-11-1992                                                             | Tirana                                                                 | Albania                                                                | 1 – 1                                                                  | Lettonia                                                               | Qual. Mondiali 1994                                                    | -                                                                      | 37’ 64’                                                                |
| 14-4-1993                                                              | Vilnius                                                                | Lituania                                                               | 3 – 1                                                                  | Albania                                                                | Qual. Mondiali 1994                                                    | -                                                                      |                                                                        |
| 15-5-1993                                                              | Riga                                                                   | Lettonia                                                               | 0 – 0                                                                  | Albania                                                                | Qual. Mondiali 1994                                                    | -                                                                      | cap.                                                                   |
| 26-5-1993                                                              | Tirana                                                                 | Albania                                                                | 1 – 2                                                                  | Irlanda                                                                | Qual. Mondiali 1994                                                    | 1                                                                      |                                                                        |
| 2-6-1993                                                               | Copenaghen                                                             | Danimarca                                                              | 4 – 0                                                                  | Albania                                                                | Qual. Mondiali 1994                                                    | -                                                                      |                                                                        |
| 8-9-1993                                                               | Tirana                                                                 | Albania                                                                | 0 – 1                                                                  | Danimarca                                                              | Qual. Mondiali 1994                                                    | -                                                                      |                                                                        |
| 22-9-1993                                                              | Tirana                                                                 | Albania                                                                | 1 – 5                                                                  | Spagna                                                                 | Qual. Mondiali 1994                                                    | 1                                                                      | cap.                                                                   |
| 16-11-1994                                                             | Tirana                                                                 | Albania                                                                | 1 – 2                                                                  | Germania                                                               | Qual. Euro 1996                                                        | -                                                                      |                                                                        |
| 29-3-1995                                                              | Tirana                                                                 | Albania                                                                | 3 – 0                                                                  | Moldavia                                                               | Qual. Euro 1996                                                        | 2                                                                      | 57’                                                                    |
| 26-4-1995                                                              | Tbilisi                                                                | Georgia                                                                | 2 – 0                                                                  | Albania                                                                | Qual. Euro 1996                                                        | -                                                                      | 83’                                                                    |
| 7-6-1995                                                               | Chișinău                                                               | Moldavia                                                               | 2 – 3                                                                  | Albania                                                                | Qual. Euro 1996                                                        | 1                                                                      |                                                                        |
| 6-9-1995                                                               | Tirana                                                                 | Albania                                                                | 1 – 1                                                                  | Bulgaria                                                               | Qual. Euro 1996                                                        | -                                                                      | cap. 40’                                                               |
| 7-10-1995                                                              | Sofia                                                                  | Bulgaria                                                               | 3 – 0                                                                  | Albania                                                                | Qual. Euro 1996                                                        | -                                                                      | cap.                                                                   |
| 15-11-1995                                                             | Tirana                                                                 | Albania                                                                | 1 – 1                                                                  | Galles                                                                 | Qual. Euro 1996                                                        | 1                                                                      | cap. 57’                                                               |
| 9-10-1996                                                              | Tirana                                                                 | Albania                                                                | 0 – 3                                                                  | Portogallo                                                             | Qual. Mondiali 1998                                                    | -                                                                      | 46’ 56’                                                                |
| Totale                                                                 |                                                                        | Presenze                                                               | 31                                                                     |                                                                        | Reti                                                                   | 10                                                                     |                                                                        |

## Palmarès

### Club

#### Competizioni nazionali
- Campionato albanese: 2

Partizani Tirana: 1986-1987
Flamurtari Valona: 1990-1991
- Coppa d'Albania: 1

Flamurtari Valona: 1987-1988
- Supercoppa d'Albania: 1

Flamurtari Valona: 1990